# Spartak i Kalasjnikov
Spartak i Kalasjnikov (russisk: Спартак и Калашников) er en russisk spillefilm fra 2002 af Andrej Prosjkin.

## Medvirkende
- Jaroslav Rosjjin som Sjurka Kalasjnikov
- Konstantin Karpov som Tjuma
- Ignat Akratjkov som Purga
- Grigorij Khristoforov som Tjunja
- Jevgenij Krajnov som Zjila